# Washington Corozo
Washington Bryan Corozo Becerra (Guayaquil, 9 de julio de 1998) es un futbolista ecuatoriano. Juega como extremo y su equipo actual es el Club Sport Emelec de la Serie A de Ecuador.

## Trayectoria

### Toreros y Norte América
Comenzó su carrera futbolística en 2009 en la Academia Alfaro Moreno, propiedad del exfutbolista Carlos Alfaro Moreno. En 2011 se mudó al Norte América, que lo transfirió a Independiente del Valle (conocido como Independiente José Terán en ese momento) en 2012, donde comenzó a jugar en la categoría sub-14. Corozo pasó por todas las categorías inferiores de Independiente del Valle así como el filial hasta llegar al primer equipo.

### Independiente del Valle
A los diecisiete años hizo su debut profesional con Independiente del Valle en la victoria en casa por 2-0 ante el Deportivo Cuenca el 6 de diciembre de 2015, sustituyendo en la segunda parte a Bryan Cabezas. En 2016, se unió al primer equipo de Independiente del Valle y marcó su primer gol en el fútbol profesional en una derrota por 5-2 como visitante contra El Nacional.
Permaneció en el equipo hasta el 2019 disputando varios partidos de la Serie A ecuatoriana. También participó con su equipo en la Copa Libertadores sub-20 de 2016 y Copa Libertadores 2018. En 2019 formó parte del título de la Copa Sudamericana ganado por Independiente del Valle.
Durante el tiempo en Independiente del Valle hizo un total de 62 apariciones (53 en la Serie A y 9 en eventos internacionales) y marcó seis goles, todos en la liga local.

### Sporting Cristal
A comienzos del 2020 fue fichado por el Sporting Cristal del Perú teniendo contrato hasta 2024. En el debut ante la UTC anotó su primer gol con el club rimense, el partido acabó en derrota por 2-1. En la séptima fecha asistió y anotó en la goleada 4-1  de la Fase 1 ante el Sport Boys, también fue elegido el mejor jugador de la fecha 7 de la Liga 1 2020. En la novena fecha anotó el sexto gol en el triunfo 6-2 ante la Academia Cantolao. En la siguiente fecha volvió a anotar en la victoria de 2-0 ante la Universidad San Martín de Porres.
En la Fecha 13 volvió a anotar en la goleada 4-1 ante el Deportivo Llacuabamba. En la penúltima fecha de la Fase 1 ante Universitario de Deportes anotó el gol que dio la victoria 1-0 al club cristalino. Tras no poder anotar en las 9 fechas de la Fase 2, en la final de dicha fase ante el Ayacucho F. C. erró su penal en la tanda de penales perdiendo 3-2 la final. En la semifinales ante el mismo Ayacucho, en el partido de ida anotó en la victoria de 2-1, el club rimense terminó llegando a la final nacional con global de 6-2. En la final terminó ganando ante Universitario de Deportes el título nacional con global de 3-2 así alcanzando el título 20 del club.
También fue incluido en el once ideal de la Liga1 2020. También obtuvo la Fase 1 de la Liga1 2021 ganando por 2-0 a la Universidad San Martín.

### Club Universidad Nacional
El 1 de junio de 2021 el equipo peruano anunció que Corozo fue cedido a préstamo por un año con opción a compra al Club Universidad Nacional de la Primera División de México. El 10 de mayo de 2022, el club mexicano informó la no renovación del contrato del jugador.

### Austin F. C.
El 6 de julio de 2022 se confirmó su préstamo por seis meses con opción a compra al Austin F. C. de la Major League Soccer. Dejó el club estadounidense al finalizar la temporada tras no ejecutar la opción de compra y regresó al club peruano.

### Emelec
En enero de 2024 regresó a Ecuador y firmó en calidad de jugador libre con el Emelec por tres años.

## Selección nacional
Corozo formó parte de las selecciones sub-17 y sub-20 de Ecuador y participó en los correspondientes campeonatos sudamericanos y mundiales Sub-17 y Sub-20 en 2015 y 2017 respectivamente.
El 20 de febrero de 2015, fue incluido en la escuadra de 22 jugadores de Ecuador Sub-17 por el técnico Javier Rodríguez para el Campeonato Sudamericano Sub-17 2015 celebrado en Paraguay. Corozo anotó tres goles en ese torneo y Ecuador terminó tercero, clasificándose así para la Copa Mundial Sub-17 de 2015 en Chile. También formó parte de la selección en el Mundial Sub-17, en el que marcó dos goles y Ecuador llegó a cuartos de final siendo eliminado por México.
El 3 de enero de 2017, Corozo fue convocado por el técnico Javier Rodríguez de la selección sub-20 de Ecuador para participar en el Campeonato Sudamericano Sub-20 2017 celebrado en su país. Jugó los nueve partidos del torneo anotando un gol, lo que ayudó a Ecuador a terminar como subcampeón y clasificarse para la Copa Mundial Sub-20 2017 en realizada en Corea del Sur. De igual manera ambién formó parte de la selección de Ecuador Sub-20 en el Mundial Sub-20, en el que disputó 3 partidos sin marcar goles, mientras que Ecuador fue eliminado en la fase de grupos.
Hizo su debut con la selección absoluta el 2 de septiembre de 2021 en un partido de clasificación para la Copa Mundial contra Paraguay en una victoria en casa por 2-0, sustituyendo a Joao Rojas en el minuto 65.

### Categorías inferiores

#### Participaciones en Sudamericanos
| Campeonato                  | Sede     | Resultado    | Partidos | Goles |
| --------------------------- | -------- | ------------ | -------- | ----- |
| Sudamericano Sub-17 de 2015 | Paraguay | Tercer lugar | 8        | 4     |
| Sudamericano Sub-20 de 2017 | Ecuador  | Subcampeón   | 9        | 1     |

#### Participaciones en Copas del Mundo
| Campeonato                  | Sede          | Resultado        | Partidos | Goles |
| --------------------------- | ------------- | ---------------- | -------- | ----- |
| Copa Mundial Sub-17 de 2015 | Chile         | Cuartos de final | 5        | 2     |
| Copa Mundial Sub-20 de 2017 | Corea del Sur | Fase de grupos   | 3        | 0     |

### Selección absoluta

#### Participaciones en eliminatorias
| Eliminatorias      | Sede            | Resultado   | Partidos | Goles |
| ------------------ | --------------- | ----------- | -------- | ----- |
| Eliminatorias 2022 | América del Sur | Clasificado | 1        | 0     |

### Partidos internacionales
Actualizado al último partido jugado el 2 de septiembre de 2021.
| Partidos internacionales con la selección | Partidos internacionales con la selección | Partidos internacionales con la selección | Partidos internacionales con la selección | Partidos internacionales con la selección | Partidos internacionales con la selección | Partidos internacionales con la selección |
| --- | ----------------------------------------- | ----------------------------------------- | ----------------------------------------- | ----------------------------------------- | ----------------------------------------- | ----------------------------------------- |
| \| N.° \| Fecha \| Ciudad \| Rival \| Resultado \| Resultado \| Competencia \| \| --- \| ----------------------- \| ------ \| -------- \| --------- \| --------- \| ----------------------------------- \| \| 1. \| 2 de septiembre de 2021 \| Quito \| Paraguay \| 2-0 \| Victoria \| Eliminatorias al Mundial Catar 2022 \| |                                           |                                           |                                           |                                           |                                           |                                           |
| N.° | Fecha                                     | Ciudad                                    | Rival                                     | Resultado                                 | Resultado                                 | Competencia                               |
| 1. | 2 de septiembre de 2021                   | Quito                                     | Paraguay                                  | 2-0                                       | Victoria                                  | Eliminatorias al Mundial Catar 2022       |

## Estadísticas

### Clubes
Actualizado al último partido jugado el 25 de mayo de 2025.
| Independiente del Valle · Ecuador | 1.ª           | 2015          | 1   | 0  | Inexistentes | Inexistentes | —            | —            | 1   | 0  | 0    |
| Independiente del Valle · Ecuador | 1.ª           | 2016          | 7   | 1  | Inexistentes | Inexistentes | —            | —            | 7   | 1  | 0.14 |
| Independiente del Valle · Ecuador | 1.ª           | 2017          | 13  | 1  | Inexistentes | Inexistentes | —            | —            | 13  | 1  | 0.08 |
| Independiente del Valle · Ecuador | 1.ª           | 2018          | 12  | 0  | 0            | 0            | 1            | 0            | 13  | 0  | 0    |
| Independiente del Valle · Ecuador | 1.ª           | 2019          | 20  | 4  | 1            | 0            | 8            | 0            | 29  | 4  | 0.14 |
| Independiente del Valle · Ecuador | Total club    | Total club    | 53  | 6  | 1            | 0            | 9            | 0            | 63  | 6  | 0.1  |
| Sporting Cristal · Perú           | 1.ª           | 2020          | 28  | 8  | —            | —            | 1            | 0            | 29  | 8  | 0.28 |
| Sporting Cristal · Perú           | 1.ª           | 2021          | 8   | 1  | —            | —            | 6            | 0            | 14  | 1  | 0.07 |
| Pumas de la UNAM · México         | 1.ª           | 2021          | 0   | 0  | —            | —            | 2            | 0            | 2   | 0  | 0    |
| Pumas de la UNAM · México         | 1.ª           | 2022          | 34  | 7  | —            | —            | 8            | 1            | 42  | 8  | 0.19 |
| Pumas de la UNAM · México         | Total club    | Total club    | 34  | 7  | 0            | 0            | 10           | 1            | 44  | 8  | 0.18 |
| Austin F. C. Estados Unidos       | 1.ª           | 2022          | 3   | 0  | —            | —            | Inexistentes | Inexistentes | 3   | 0  | 0    |
| Austin F. C. Estados Unidos       | Total club    | Total club    | 3   | 0  | 0            | 0            | 0            | 0            | 3   | 0  | 0    |
| Sporting Cristal · Perú           | 1.ª           | 2023          | 28  | 4  | 0            | 0            | 11           | 3            | 39  | 7  | 0.18 |
| Sporting Cristal · Perú           | Total club    | Total club    | 64  | 13 | 0            | 0            | 18           | 3            | 82  | 16 | 0.2  |
| Emelec · Ecuador                  | 1.ª           | 2024          | 21  | 2  | 0            | 0            | —            | —            | 21  | 2  | 0.1  |
| Emelec · Ecuador                  | 1.ª           | 2025          | 13  | 2  | 0            | 0            | —            | —            | 13  | 2  | 0.15 |
| Emelec · Ecuador                  | Total club    | Total club    | 34  | 4  | 0            | 0            | 0            | 0            | 34  | 4  | 0.12 |
| Total carrera                     | Total carrera | Total carrera | 188 | 30 | 1            | 0            | 37           | 4            | 226 | 34 | 0.15 |
| 1. 2. 3.                          |               |               |     |    |              |              |              |              |     |    |      |

## Palmarés

### Campeonatos nacionales
| Título                    | Club             | País | Año  |
| ------------------------- | ---------------- | ---- | ---- |
| Primera División del Perú | Sporting Cristal | Perú | 2020 |

### Campeonatos cortos
| Título          | Club             | País | Año  |
| --------------- | ---------------- | ---- | ---- |
| Torneo Apertura | Sporting Cristal | Perú | 2021 |

### Campeonatos internacionales
| Título            | Club                    | Año  |
| ----------------- | ----------------------- | ---- |
| Copa Sudamericana | Independiente del Valle | 2019 |

### Distinciones individuales
| Distinción                                                                 | Año  |
| -------------------------------------------------------------------------- | ---- |
| Máximo asistidor del Torneo Clausura de la Liga1                           | 2020 |
| Máximo asistidor de la Liga1                                               | 2020 |
| Equipo ideal de la Liga1 según Dechalaca.com                               | 2020 |
| Preseleccionado como delantero en el mejor once de la Liga1 según la SAFAP | 2020 |
| Once ideal de la Liga1                                                     | 2020 |